# 赵昭仪 (唐顺宗)
赵昭仪（?—?），唐朝妃嬪，唐顺宗李诵的昭仪，为二品九嫔之一。
原为承徽，承徽是太子嫔妃，位在良媛之下，正五品，设十人。当时太子李诵有八个承徽：有王承徽、赵承徽、王承徽、王承徽、崔承徽、杨承徽、牛承徽、张承徽。贞元二十一年（805年）五月甲辰，唐顺宗册封赵承徽为昭仪。元和元年（806年）八月甲子日，其子李结封为宋王，赵昭仪被尊封为宋国太妃。